# Husitské války na Moravě
Husitské války, jejichž centrem se ve 20. a 30. letech 15. století staly zejména Čechy, probíhaly i na území Moravy, i když zde měly svá specifika a svůj odlišný průběh. Husitství se zde stalo jakýmsi politickým a vojenským zápasem husitské šlechty a moravského markraběte o hegemonii v zemi. Silnou úlohu v protihusitském tažení zde hrála města i církev a Morava se tak částečně vymkla vlivu husitství.

## Historie

### Počátky husitství na Moravě
Morava stejně jako Čechy se na počátku 15. století otevřela vlivu reformátorů, v jejich čele stál Mistr Jan Hus. Již moravský markrabě Jošt Lucemburský se zajímal o Viklefovy spisy i o Husovu nauku. Na jihozápadní Moravě před rokem 1409 působil i Jan Žižka, který odtud v roce 1410 odešel spolu s Janem Sokolem z Lamberka do bitvy u Grunwaldu. Husitství se však na Moravě rozšířilo zejména zásluhou zemského hejtmana Lacka z Kravař. O husitství se opírala i část moravské vyšší a nižší šlechty, která využívala patronátního práva nad kostely a fary obsazovala husitskými knězi. Husitství tedy prorazilo na Moravě zejména na venkov. V roce 1415 přidala většina moravské šlechty své pečetě pod Stížný list českých a moravských pánů do Kostnice na protest proti upálení Jana Husa. Opakem se stala velká města, která byla v přecházejících střetnutích, zejména v markraběcích válkách v neustálém konfliktu se šlechtickými vojenskými družinami, které olupovaly měšťany na cestách a snažily se města ovládnout. Ta se přiklonila na stranu Zikmunda Lucemburského, který se po smrti Václava IV. stal jeho nástupcem jak na českém trůně, tak i moravským markrabětem.

### První boje
K prvním konfliktům na Moravě došlo již roku 1419. Třebovská kronika uvádí, že "tohoto roku husité Moravu na mnoha místech pustošili." Bližší zprávy o bojích neexistují, jednalo se zřejmě jen o menší střetnutí, která se svou organizovaností a rozsahem nemohla srovnávat s akcemi v Čechách. Na Vánoce roku 1419 se v Brně objevil Zikmund Lucemburský, kde zasedal zemský sněm. Ten přijal Zikmunda jako moravského markraběte a ustanovil novým zemským hejtmanem Jindřicha Plumlovského z Kravař. Zikmundovy první křížové výpravy v létě roku 1420, která vyvrcholila bitvou na Vítkově, se však zúčastnila jen velmi malá část moravské šlechty, z významnějších pánů pouze Oldřich II. z Boskovic a bratří z Ronova. Moravští páni se však účastnili podzimního tažení do Prahy, které v bitvě pod Vyšehradem pro ně skončilo tragicky. Na bojišti mezi mrtvými zůstal jak zemský hejtman Jindřich z Kravař, tak výkvět moravské šlechty, další páni byli zajati. Po tomto neúspěšném tažení se Zikmundova vojska stáhla na Moravu a Zikmund zde rozběhl diplomatickou kampaň, když městům potvrzoval a uděloval privilegia s poukazem na jejich boj proti husitům. Roku 1421 došlo k jarnímu tažení husitů na západní Moravu, kde husité obsadili několik měst ležících na česko-moravské zemské hranici a na jihovýchodní Moravě vzniklo středisko radikálních husitů - Nový Tábor u Nedakonic. Dne 4. června 1421 se v Čáslavi uskutečnilo jednání politické reprezentace, na němž Moravu zastupoval nový zemský hejtman Vilém I. z Pernštejna a s ním nejvýznamnější páni z husitské šlechty - Petr z Kravař a Strážnice a Jan z Lomnice. Moravané se zavázali přijmout čtyři artikuly pražské, ale odmítli okamžitě vypovědět poslušnost Zikmundovi Lucemburskému a souhlasit s polskou kandidaturou na český trůn. V říjnu až prosinci téhož roku došlo k tažení Zikmundových vojsk v rámci druhé křížové výpravy, jež na Moravě marně dobývala Uherský Ostroh Haška z Valdštejna a Tovačov Jana Tovačovského z Cimburka. Během tažení Zikmund na zemském sněmu v Brně 17. listopadu donutil většinu moravské šlechty k zřeknutí se kalicha, ale druhá křížová výprava poté v Čechách zkrachovala v bitvách u Kutné Hory a Habrů.

### Válka o Moravu

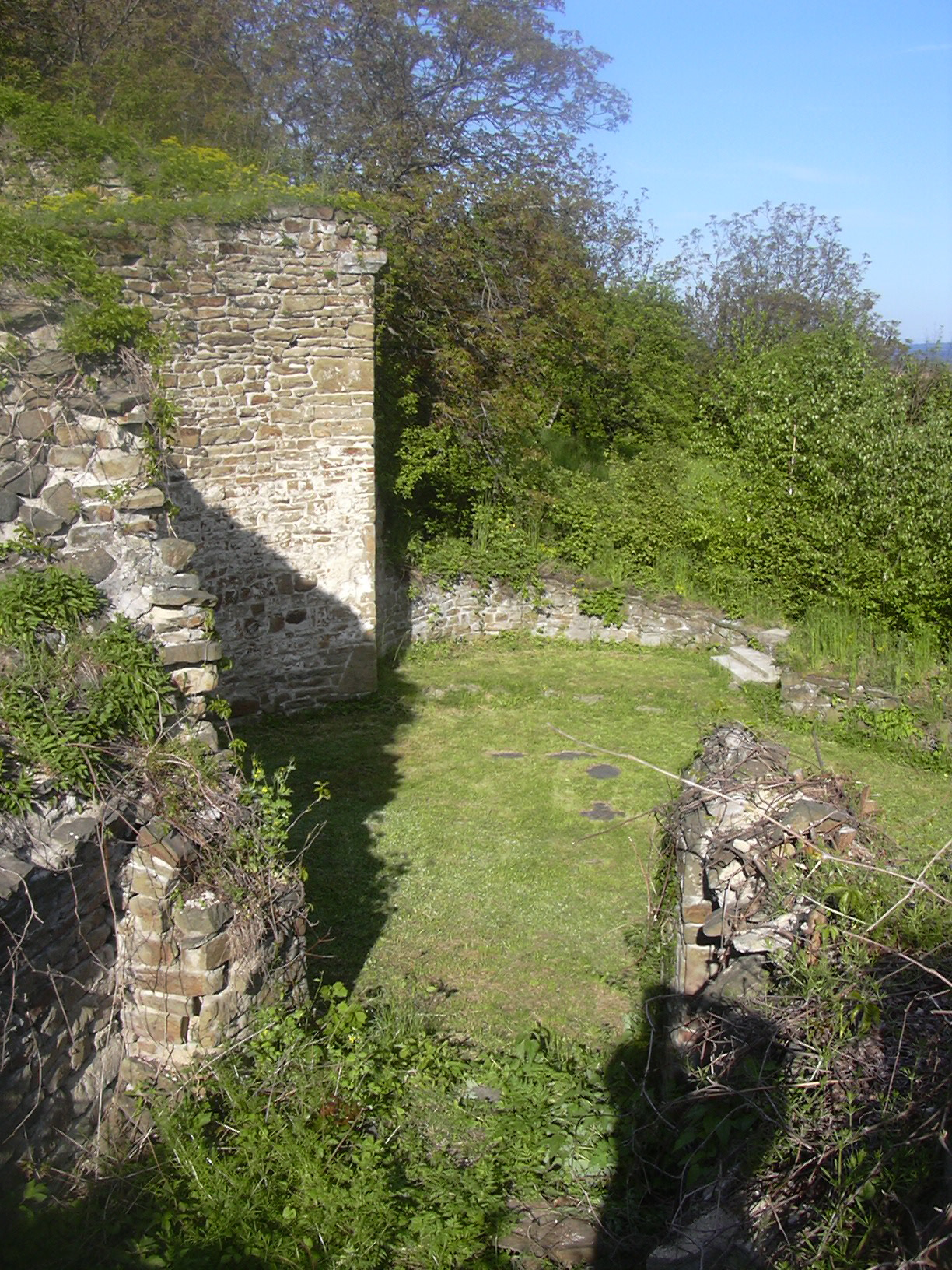
Rotunda sv. Pantaleona zničená spolu s pustiměřským klášterem husity

Roku 1422 došlo k několika menším vojenským akcím, které však neměly žádný strategický význam. Největší akcí se stalo dobývání Uherského Ostrohu vojsky Zikmunda a Albrechta. Během něho došla k obléhatelům zpráva, že se ze severu blíží vojska litevského knížete Zikmunda Korybutoviče, a tak obléhání bylo skončeno a vojsko se stáhlo do Uher. Téhož roku došlo také k důležité změně na Moravě ve smyslu politickém. Albrecht II. Habsburský si vzal dceru Zikmunda Lucemburského a v roce 1423 se stal moravským markrabětem. Moravská husitská šlechta sice slíbila poslušnost novému vladaři, ovšem menší radikální část již byla na straně českých husitů a na Moravě tak začaly vznikat husitské ostrůvky. Proti nim vystupoval zejména olomoucký biskup Jan XII. Železný, který sám vedl své bojovníky proti husitům. V letech 1422 a 1423 např. obléhal a dobyl hrady Račice, Černá Hora, Boskovice, Kunštát či Nový hrad. V létě roku 1423 přitáhla na Moravu výprava orebitů a pražanů pod vedením Haška z Valdštejna a Bořka z Miletínka, která dobyla několik významných bodů jako Vyškov, Melice, Kvasice a Slavkov, ale nejvýznamnější byla bašta Jana Železného - biskupské město Kroměříž. Dobyt byl načas i Přerov, který se stal jedním z významných opěrných bodů husitů. Na podzim došlo k dalšímu husitskému tažení, které vedl osobně Jan Žižka. Jeho vojska však přešla pouze přes jihozápad Moravy do Čech. K významným událostem došlo v roce 1424. Vojska Albrechta Habsburského byla třikrát na Moravě a pokoušela se tuto Albrechtovu državu ovládnout. Hlavní nápor byl veden na střední Moravu, kde se jeho vojska pokoušela zlikvidovat husitské posádky, které byly na obsazených základnách od předchozího roku. S přicházejícím podzimem však došlo k husitskému tažení, při kterém Jan Žižka u Přibyslavi zemřel. Husité poté v tažení pokračovali a dobyli Třebíč, Ivančice, Boskovice, Letovice a Mohelnici. Na počátku roku 1425 obsadili přívrženci Zikmunda Korybutoviče Petr Holý a Dobeš Puchala kartuziánský klášter Dolany a poté hrady Hluboký a Majetín, odkud ohrožovali spolu s Janem Tovačovským z Cimburka a Petrem Strážnickým z Kravař Olomouc. V tomto roce se též uskutečnily další výpravy husitů z Čech na Moravu. Husitům se sice nepodařilo dobýt Znojmo a Jihlavu, ovšem dalších cílů bylo dosaženo a jihozápadní Morava se stala integrální součástí táborského svazu. Díky biskupovi Janu Železnému a jeho vojsku čítající v té době 1500 mužů se podařilo udržet Albrechtu Habsburskému Olomouc. Na střední Moravě však došlo k převaze husitských příznivců a situace se pro moravského markraběte stala krajně nepříznivou.

### Vojenská hegemonie husitů
V roce 1426 se připravovalo tažení Albrechta Habsburského proti husitům, ale ti ho předešli a udeřili první. Dobyty byly Mikulov, Podivín, Břeclav a v Rakousku Valtice. Další Albrechtovy pokusy byly odraženy právě u Břeclavi, kam husité vložili posádku. K velké husitské ofenzívě pod vedením Jana Tovačovského z Cimburka došlo v roce 1427 na severní Moravě, byly obsazeny města Přerov, Nový Jičín, Fulnek, Odry, Hranice a Moravský Šternberk. Biskup Jan XII. Železný a jeho spojenec kníže Přemysl I. Opavský se tak dostali do defenzívy. V zimě roku 1427 - 1428 se uskutečnila velká výprava všech tří husitských svazů pod vedením Prokopa Holého z Čech přes Moravu a Horní Uhry do Slezska. V roce 1428 přišel na Moravu kníže Zikmund Korybutovič, který zde působil v husitské posádce v Odrách. Husitské výpravy se v následujícím období opakovaly a vedly tak k rozkladu protihusitské koalice na severní Moravě. Unavený biskup Jan XII. Železný opustil svůj olomoucký úřad a odešel do Uher, kde mu byla udělena kardinálská hodnost a kde obdržel vácovské biskupství. Boje na Moravě dále pokračovaly, husitům se podařilo získat některá další města, ale vyčerpávající války vedly k prvním dohodám o příměří mezi znepřátelenými stranami. Roku 1431 se uskutečnila pátá křížová výprava do Čech, která dopadla katastrofou v bitvě u Domažlic. Lépe si vedl Albrecht II. Habsburský, jehož vojska vtrhla tohoto roku na Moravu a svedla v okolí Brna vítěznou bitvu s moravskými husity, o níž se nedochovaly téměř žádné zprávy. Přesto se však Albrechtovi nepodařilo Moravu vojensky ovládnout a byl odtud vytlačen. Husité v čele s Janem Tovačovským z Cimburka pořádali z Moravy až do roku 1434 výpravy do Horních Uher, táboři pronikli v roce 1433 až na Spiš.

### Konec válek

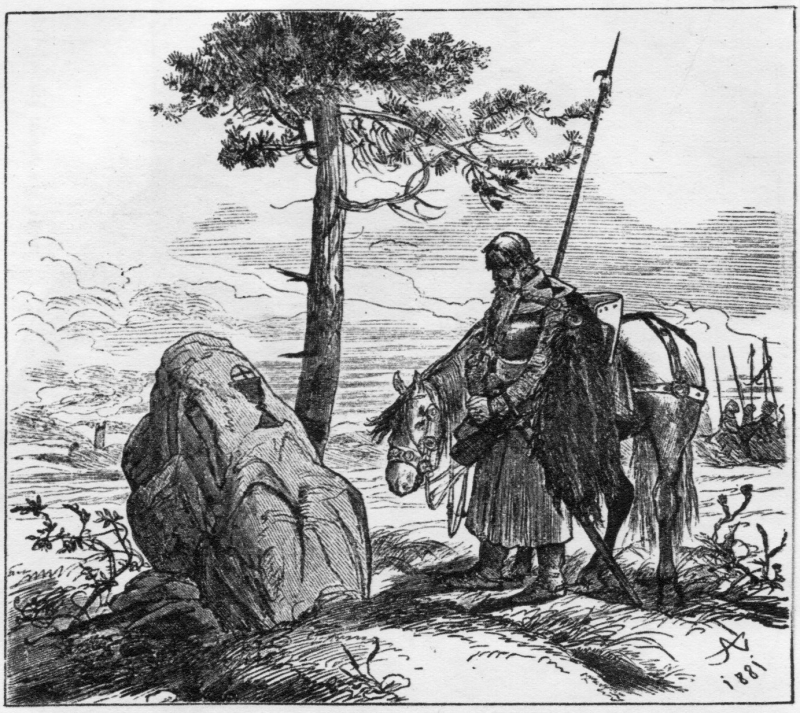
Mikoláš Aleš: Nad hrobem božího bojovníka

Roku 1434 došlo k vyvrcholení rozkolu mezi husitskými radikály a umírněnými kališníky. Ti se spojili s katolíky a porazili tábority a sirotčí svaz v bitvě u Lipan. Husitští páni vzešli z této bitvy posilněni. Neustoupili od programu čtyř artikulů a pokračovali v úsilí o jeho uznání koncilem, králem Zikmundem i markrabětem Albrechtem. Moravané uzavřeli 9. září 1434 v Brně konečně ladnfrýd s Albrechtem, přijali ho za svého pána a on jim potvrdil privilegia. Kromě moravských pánů přiložil k tomuto dokumentu svou pečeť i olomoucký biskup Kuneš ze Zvole a opavský vévoda Václav II. Opavský. Současně probíhala jednání o programu čtyř artikulů, která skončila po složitých jednáních až 5. července 1436, kdy byl v Jihlavě vyhlášen smír mezi církví a obecným sněmem království Českého a markrabství Moravského, čímž byla potvrzena Basilejská kompaktáta.